# Свети Никола (Свинище)
Вижте пояснителната страница за други значения на Свети Никола.
„Свети Никола“ (на македонска литературна норма: „Свети Никола“) е възрожденска църква в кичевското село Свинище, Северна Македония. Църквата е част от Кичевското архиерейско наместничество на Дебърско-Кичевската епархия на Македонската православна църква – Охридска архиепископия.
Църквата е гробищен храм, разположен в центъра на селото. Изградена е в средата на XIX век. Иконостасът е от 1868 година, а иконите на него са дело на зографите Йосиф, Филип и Ристе от Лазарополе.